# Hohenhagen (Remscheid)
Hohenhagen ist die höchste Erhebung und der höchstgelegene Ortsteil von Remscheid und bildet zusammen mit dem Wohngebiet Fichtenhöhe den Stadtteil Fichtenhöhe im Stadtbezirk Remscheid-Süd. Hohenhagen liegt im Mittelpunkt von Remscheid, östlich von der Innenstadt und westlich vom Stadtbezirk Lennep.

## Geschichte

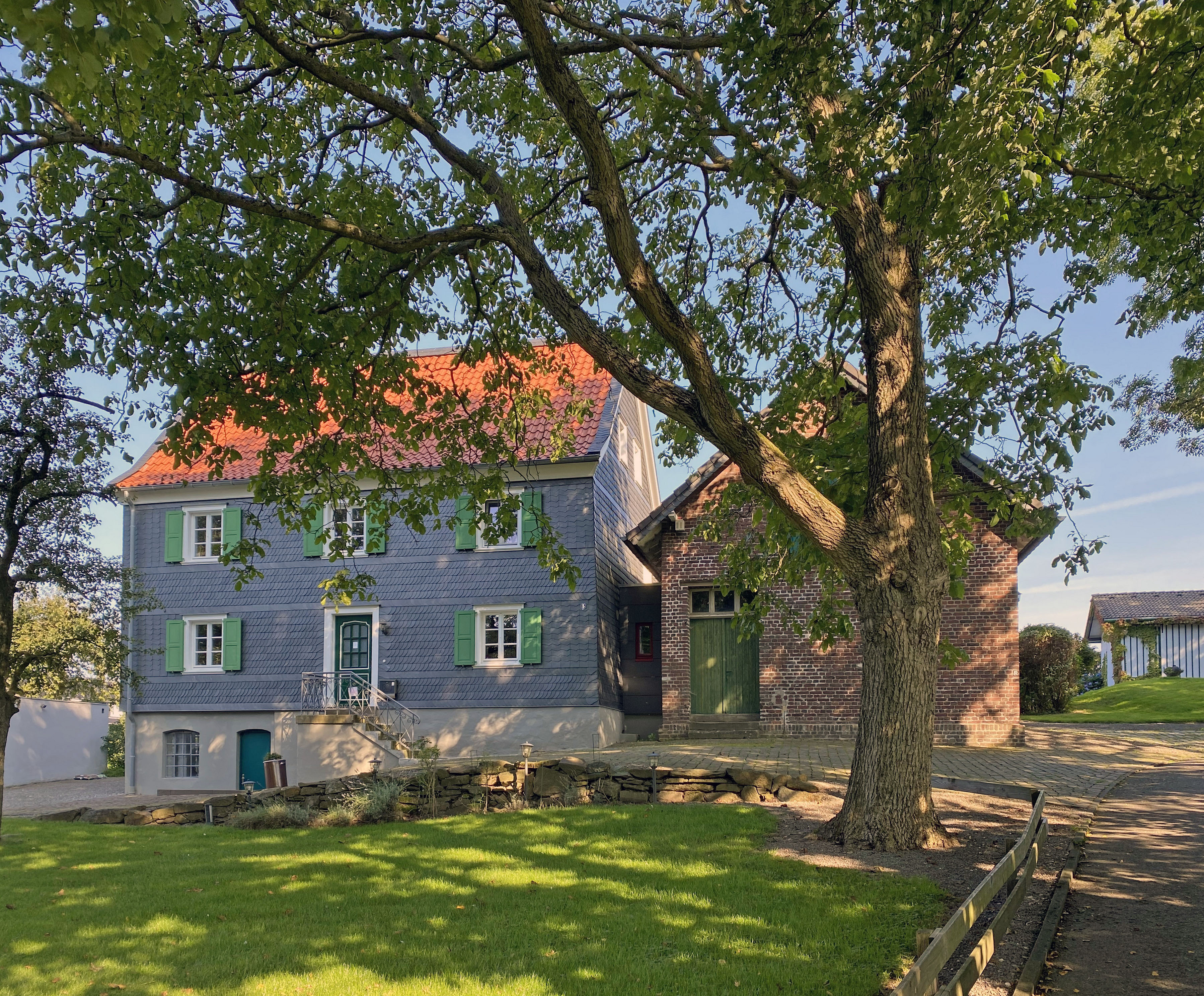
Renoviertes Fachwerkhaus (Hohenhagen 5)

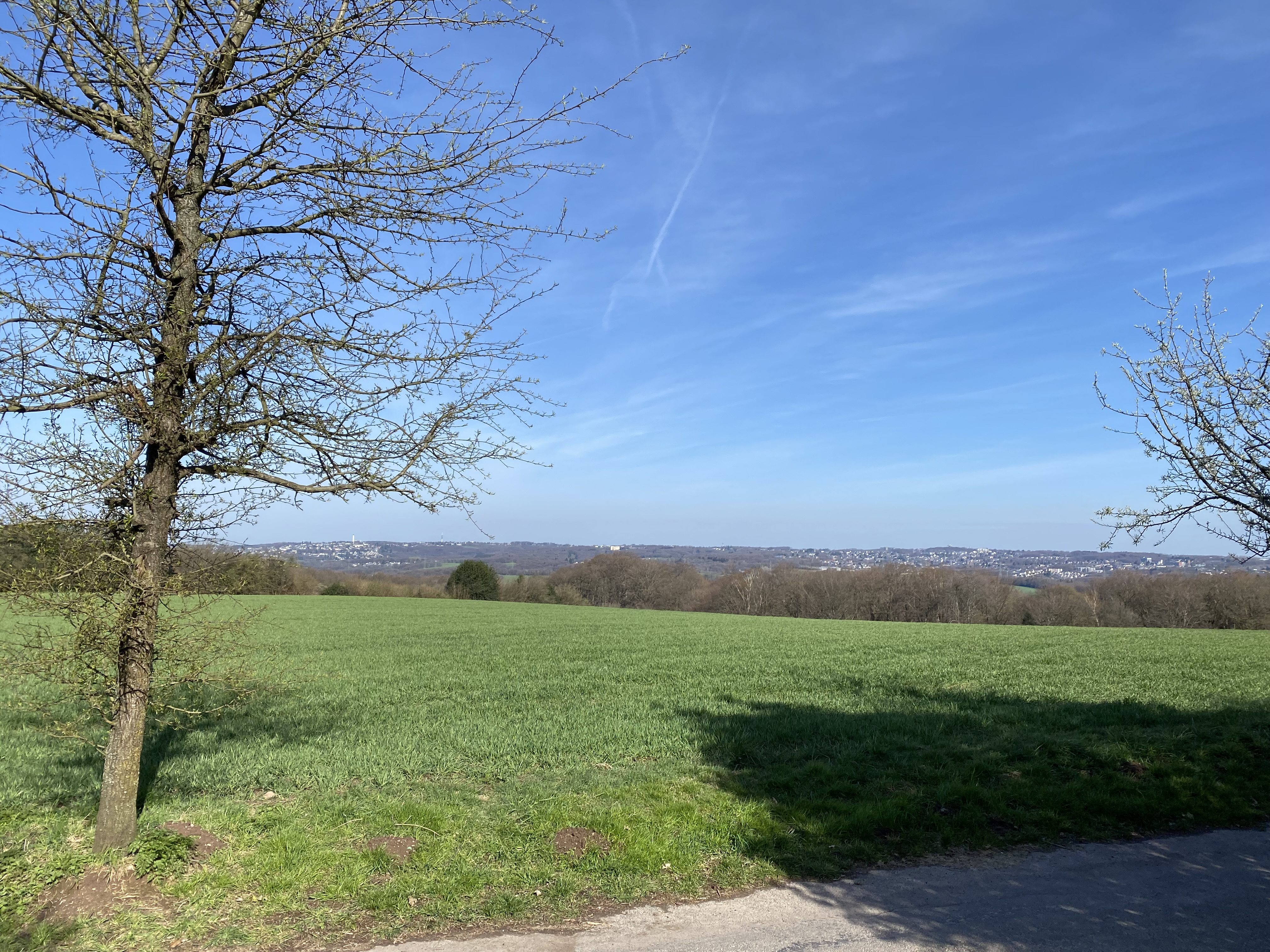
Blick nach Norden - Wuppertaler Südhöhen (Cronenberg bis Lichtscheid)

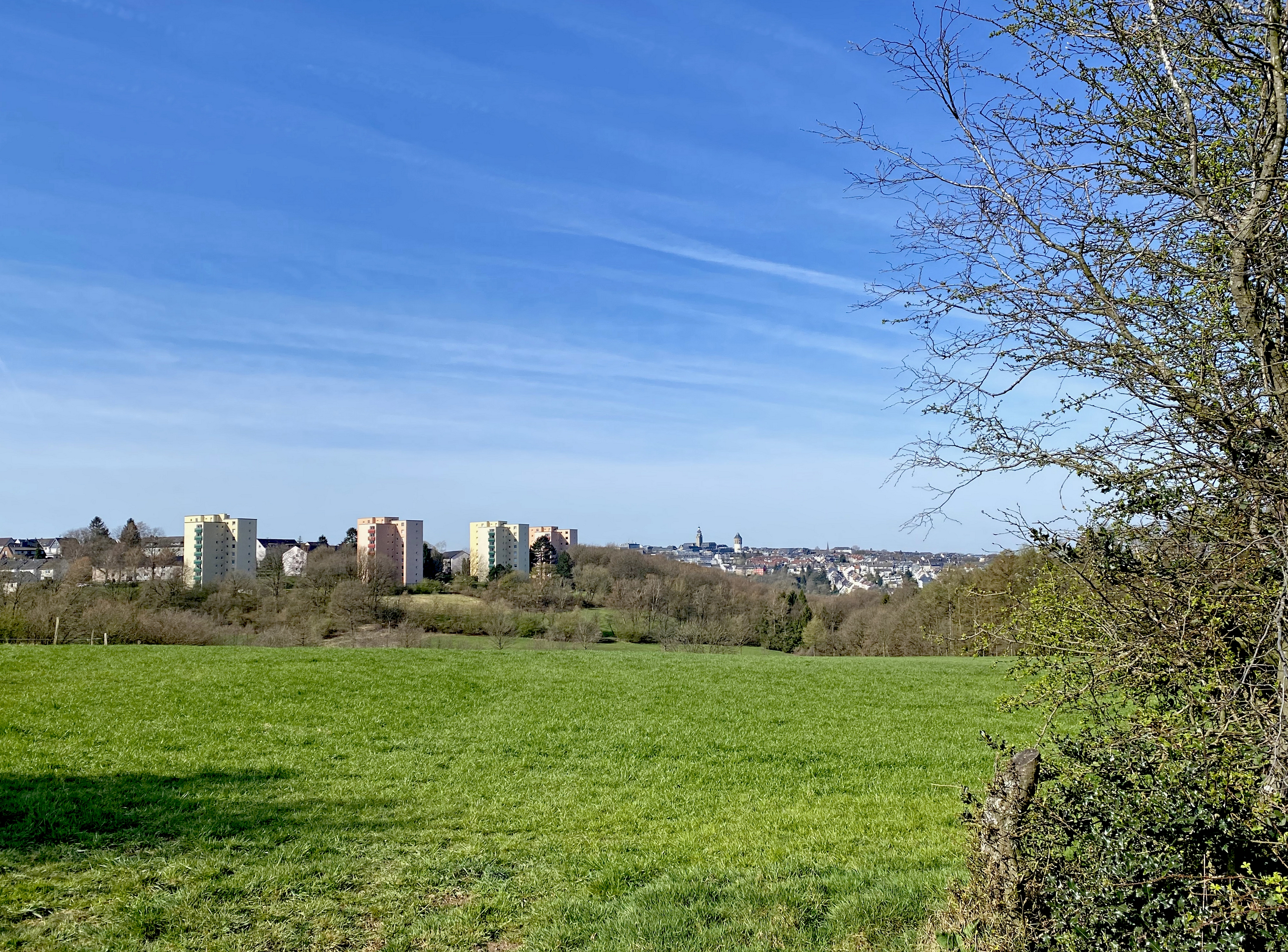
Blick nach Westen zur Fichtenhöhe und Stadtkegel

1277 wurde einem Wilhelm von Hohenhagen das Lenneper Bürgerrecht verliehen. 1487 ist „op den hagen“ urkundlich erwähnt. Hohenhagen war im Spätmittelalter Haupthof einer gleichnamigen Honschaft im Kirchspiel Lüttringhausen und gehörte zum Amt Beyenburg. 1555 tauchte der Begriff „Hoenhegen“ (hoch gelegener Wald) auf. 1893 wurde der Wohnplatz Hohenhagen, der davor zur Stadt Lennep gehörte, nach Remscheid eingemeindet.
Während des Zweiten Weltkriegs waren am Hohenhagen, am Buscherhof und am Hauptbahnhof mehrere Flugabwehrstellungen für Remscheid postiert.
Bis 1972 befand sich am Hohenhagen ein Segelflugplatz, der über zwei große Wiesen verteilt war. Aufgrund von Platzmangel wurde dieser nach Wipperfürth umgesiedelt. Seit dem Jahr 2000 werden die Wiesen für ein Bauprojekt genutzt, es entsteht ein Wohngebiet mit Mehr- und Einfamilienhäusern.
Einige Bauernhöfe bestimmten früher das Bild, doch sind mittlerweile nur noch zwei alte Gehöfte zu erkennen. Landwirtschaftlichen Haupterwerb gibt es dort nicht mehr.

## Landschaft
Die Ortschaft Hohenhagen liegt auf dem Hohenhage (Hohenhagener Berg), der sich über den gesamten Stadtteil und dem dazugehörigen Wohngebiet Fichtenhöhe ausdehnt. In der Nähe des alten Hofes Hohenhagen entspringt der Teufelsbach, der in einem Taleinschnitt hinab in den Müggenbach fließt. Am unteren Lauf des Gewässers befindet sich der Teufelsteich, ein künstlich angelegtes Stehgewässer, das bis nach dem Zweiten Weltkrieg als Schwimmbad diente. Der Stadtteil zeichnet sich vor allem durch seine schöne Landschaft mit Wiesen und Wäldern aus. Vom Fernsehturm hat man einen guten Ausblick über das Bergische Land. Im Winter liegt oft viel Schnee, es gab sogar einen Skilift. Die Skipiste erstreckte sich hinab bis oberhalb der Hermannsmühle.
An der höchsten Stelle von 378,86 m über NN befindet sich der Fernsehturm von Remscheid. Dieser ist in vielen Teilen von Remscheid zu sehen und war lange Zeit von einem kleinen Tannenwald umgeben, welcher allerdings bei dem Orkan am 18. Januar 2007 fast vollständig zerstört wurde. Über die technischen Anlagen am und auf dem Turm werden Radio- und Fernsehprogramme empfangen und hier ins Remscheider Kabelnetz eingespeist.

## Infrastruktur

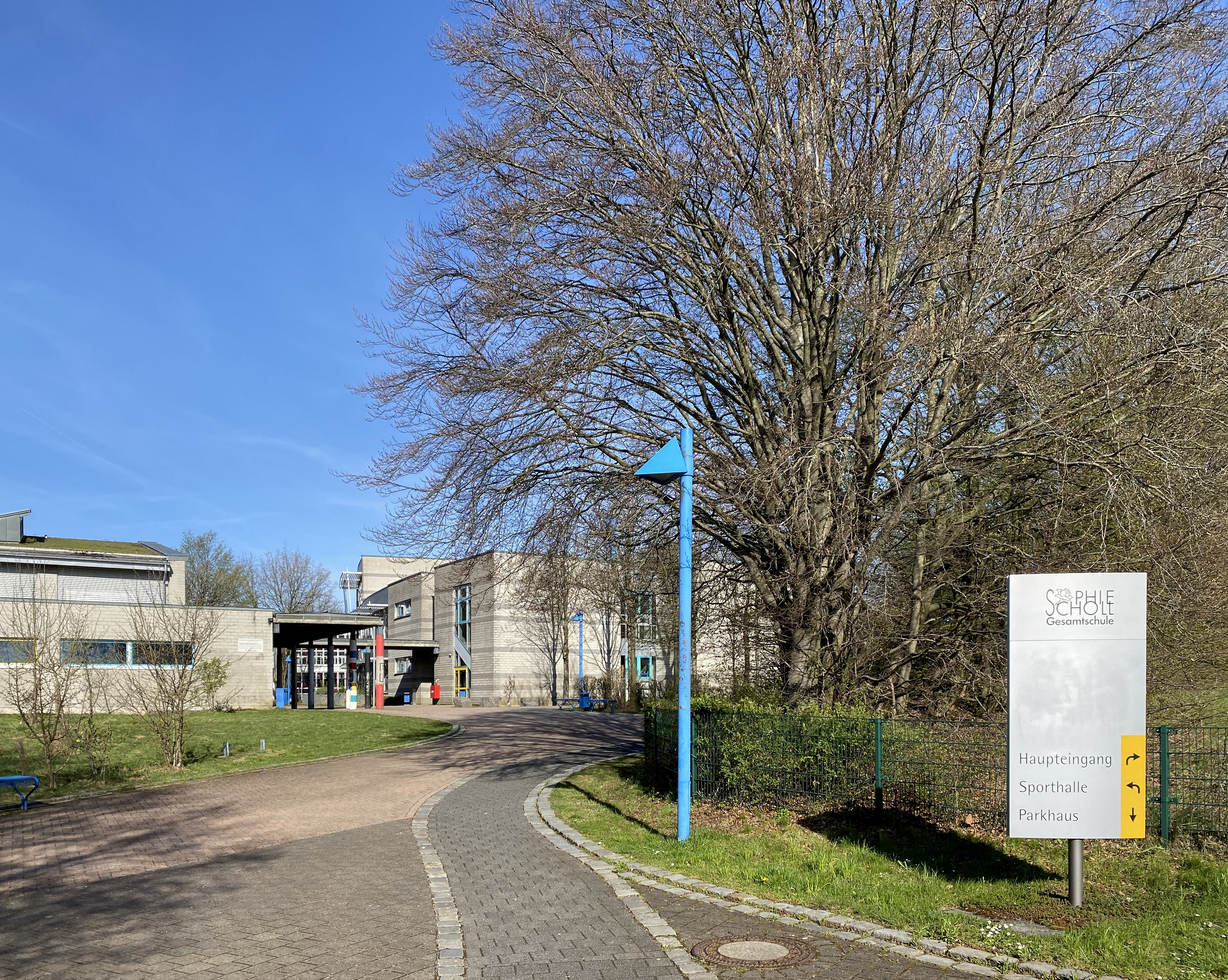
Sophie Scholl Gesamtschule

### Bildung
Im Stadtteil Hohenhagen liegt mit der Sophie-Scholl-Gesamtschule eine von zwei Remscheider Gesamtschulen. Mit 1.316 Schülern ist die Schule die größte Bildungseinrichtung im Remscheider Stadtgebiet. Im Wohngebiet Fichtenhöhe liegen zudem die nach dem früheren Oberbürgermeister benannte Walther-Hartmann-Gemeinschaftsgrundschule, der städtische Kindergarten Sedanstraße und der Kindergarten der Elterninitiative Ahornstraße.

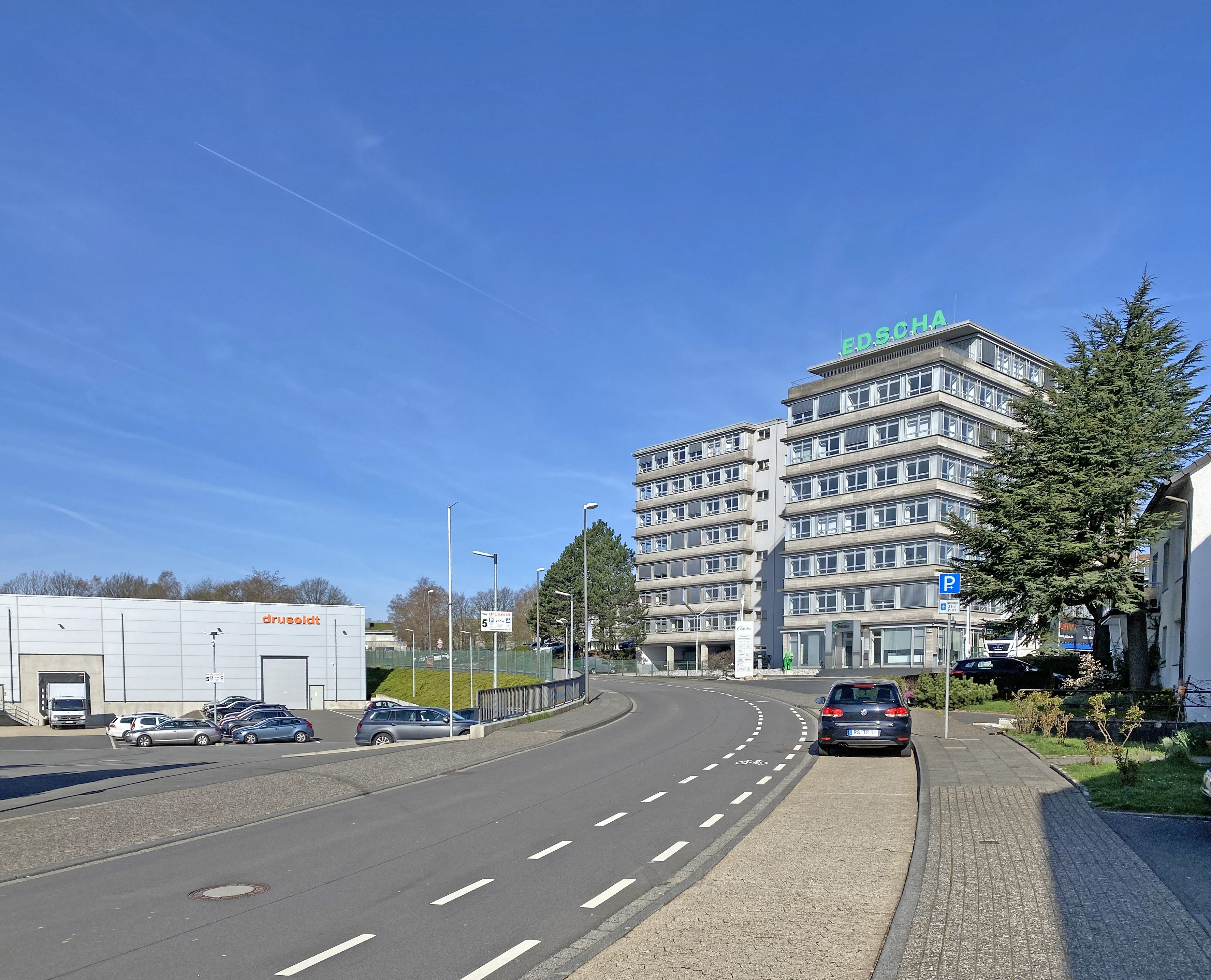
Die Edscha-Zentrale an der Hohenhagener Straße 26–28

### Wirtschaft
An der Hohenhagener Straße liegt die Zentrale des international agierenden Konzerns Edscha, der auf eine 150 Jahre alte Firmengeschichte zurückblicken kann. Eduard Scharwächter gründete 1870 die Firma in Remscheid und stellte Scharniere und Beschläge anfangs für Pferdekutschen, später für Automobile her. Automobilzulieferer ist die Firma bis heute geblieben. Auch weitere große Firmen siedeln an der unteren Hohenhagener Straße und vor allem im angrenzenden Gewerbegebiet Ueberfeld.

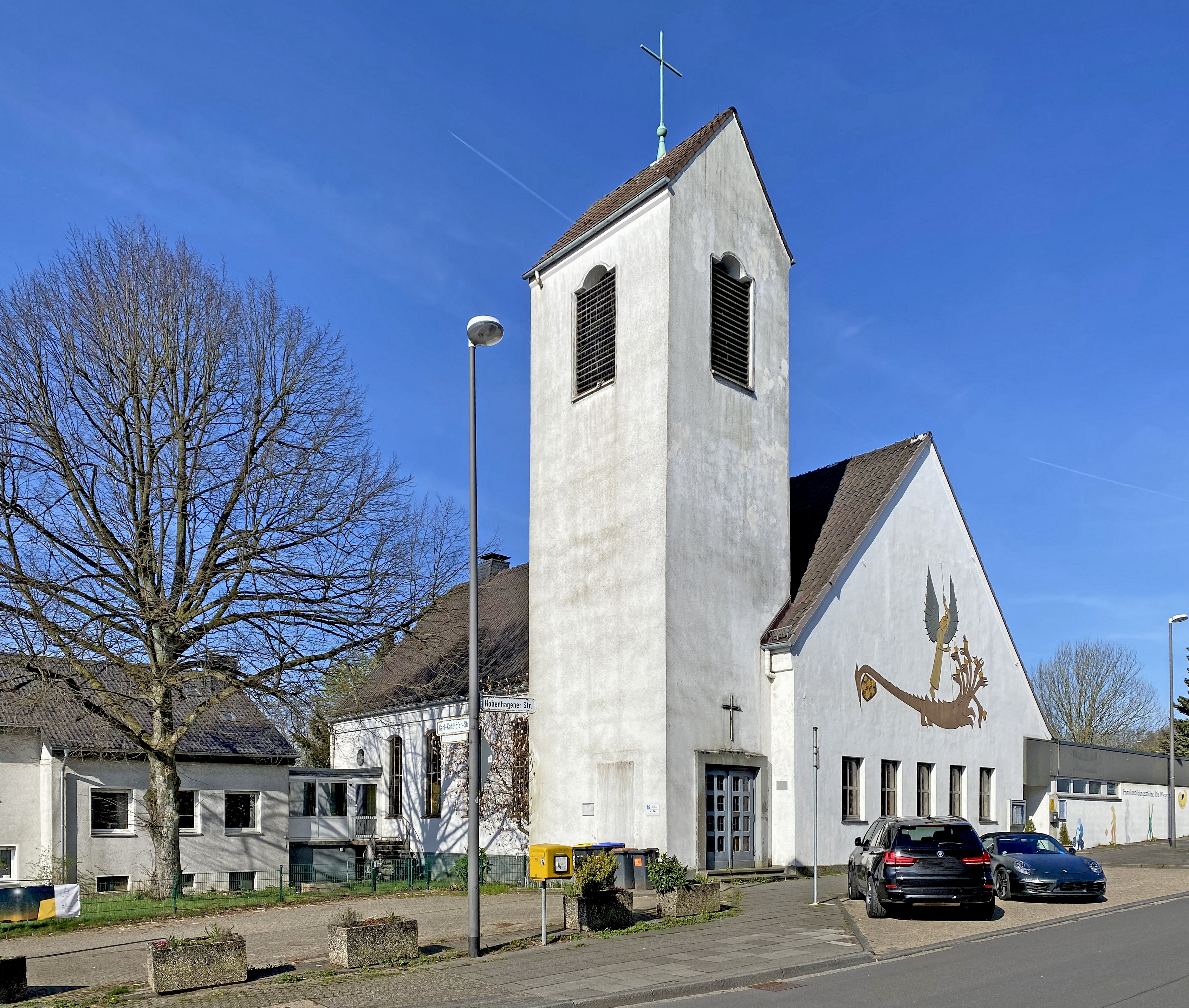
Hohenhagen Johannes-Kirche

### Kirchen
Im Stadtteil liegt die evangelische Johanneskirche und das evangelische Gemeinde- und Stadtteilzentrum Eschenstraße.

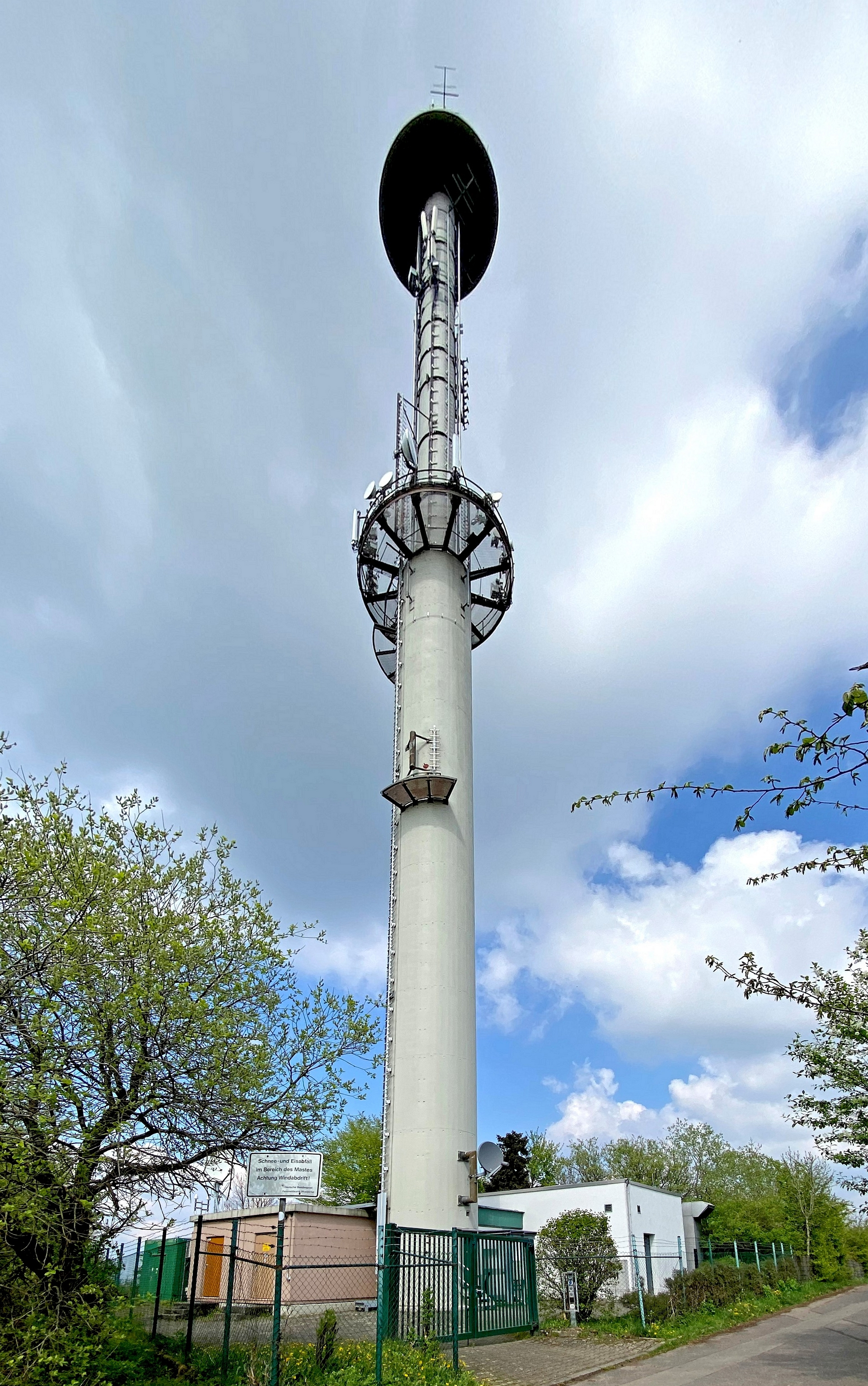
Empfangsmast auf dem höchsten Punkt - Hohenhagen 379 m NN

### Verkehr
Die Stadtbuslinie 664 der Stadtwerke Remscheid verbindet Hohenhagen und Fichtenhöhe mit der Remscheider Innenstadt sowie dem Stadtbezirk Lennep. In den Abend- und Nachtstunden verkehren die zwei Nachtbuslinien NE13 und NE19, die den Stadtteil zudem mit der östlichen Nachbarstadt Radevormwald verbinden. Werktags verkehren während der Schulzeit zahlreiche Sonderbusse aus und in alle Stadtteile Remscheids zur Sophie-Scholl-Gesamtschule. Insgesamt befinden sich sieben Haltestellen in Hohenhagen und Fichtenhöhe: Buchenstraße, Am Hagen, Eschenstraße, Fichtenhöhe/Wörthstraße, Weißenburgstraße, Otto-Lilienthal-Weg und Hohenhagen Gesamtschule.

## Sendeturm Hohenhagen

### Digitaler Hörfunk (DAB+)
Seit dem 5. Mai 2021 wird vom Sendeturm Hohenhagen der landesweite DAB+-Multiplex des WDR auf Kanal 11D verbreitet.
| Block                        | Programme (Datendienste) | ERP | Gleichwellennetz (SFN) |
| ---------------------------- | --- | --- | --- |
| 11D Radio für NRW (D__00236) | - 1 Live (88 kbps) - 1 Live diggi (88 kbps) - WDR 2 Rhein-Ruhr (RR) (88 kbps) - WDR 2 Ostwestfalen-Lippe (OW) (88 kbps) - WDR 2 Südwestfalen (SW) (88 kbps) - WDR 3 (120 kbps) - WDR 4 Rhein-Ruhr (RR) (88 kbps) - WDR 4 Ostwestfalen-Lippe (OW) (88 kbps) - WDR 4 Südwestfalen (SW) (88 kbps) - WDR 5 (88 kbps) - WDRcosmo (80 kbps) - WDR Maus (80 kbps) - WDR Event (56 kbps) - WDR EPG (8 kbps) - ARD TPEG (16 kbps) | 1   | - Region Aachen: Aachen (Stolberg-Donnerberg), Eifel (Dahlem-Bärbelkreuz) - Bergisches Land: Engelskirchen (Hohe Warte), Gummersbach (Kerberg), Remscheid (Hohenhagen), Wuppertal (Auf der Königshöhe) - Rheinland: Bonn (Venusberg), Köln (Kölnturm) - Rhein-Ruhr: Düsseldorf (Rheinturm), Gelsenkirchen-Scholven, Kleve (Bresserberg), Langenberg (Hordtberg), Viersen (Süchtelner Höhen) - Ruhrgebiet: Dortmund (Florianturm) - Münsterland: Ibbenbüren (Blomenkamp), Münster (Nottuln-Baumberge), Oelde (Mackenberg), Schöppingen - Ostwestfalen-Lippe: Bad Oeynhausen (P.Westf.-Wittekindsberg), Bielefeld (Hünenburg), Herford (Eggeberg), Höxter (Holzminden), Stemwede (Arrenkamp), Teutoburger Wald (Bielstein), Warburg, Willebadessen (Eggegebirge) - Südwestfalen: Biedenkopf (Sackpfeife), Ederkopf (Oberste Henn), Hallenberg (Bollerberg), Hochsauerland (Hunau), Lennestadt (Kuhhelle), Meschede, Nordhelle, Olsberg, Siegen (Giersberg) |

- Naturschutzgebiet Steinbruch-Hohenhagen